# Hemorrhois algirus
Espèce
Synonymes
- Periops algira Jan, 1863
- Zamenis florulentus Gervais, 1857

Statut de conservation UICN

 LC  : Préoccupation mineure
Hemorrhois algirus est une espèce de serpents de la famille des Colubridae.

## Répartition
Cette espèce se rencontre en Algérie, en Égypte, en Libye, au Maroc, en Mauritanie, au Sahara occidental et en Tunisie. Elle est également présente à Malte où elle a sans doute été introduite.

## Liste des sous-espèces
Selon The Reptile Database (14 février 2014) :
- Hemorrhois algirus algirus (Jan, 1863)
- Hemorrhois algirus intermedius Werner, 1929

## Étymologie
Le nom de cette espèce, algirus, est la latinisation d'algérien, ce serpent se rencontrant en Afrique du Nord.

## Publications originales
- Jan, 1863 : Enumerazione sistematica degli ofidi appartenenti al gruppo Coronellidae. Archivio per la zoologia, l'anatomia e la fisiologia, vol. 2, no 2, p. 213-330 (texte intégral).
- Werner, 1929 : Wissenschaftliche Ergebnisse einer zoologischen Forschungsreise nach Westalgerien und Marokko. Sitzungsberichte der Kaiserliche Akademie der Wissenschaften in Wien, vol. 138, p. 1-34.